# Procyclotelus elegans
Procyclotelus elegans är en tvåvingeart som beskrevs av Akira Nagatomi och Lyneborg 1987. Procyclotelus elegans ingår i släktet Procyclotelus och familjen stilettflugor. Inga underarter finns listade i Catalogue of Life.